# Yerkebulan Shamukhanov
Yerkebulan Shamukhanov (23 agosto 1999) è un pattinatore di short track kazako.

## Biografia
Ha rappresentato il Kazakistan ai Giochi olimpici invernali di Pyeongchang 2018, giungendo sesto nella staffetta 5000 metri con i compagni di nazionale Denis Nikisha, Nurbergen Zhumagaziyev e Abzal Azhgaliyev.